# Vienna Symphonic Library
Die Vienna Symphonic Library GmbH (engl. für Wiener Symphonische Bibliothek), kurz: VSL, ist ein forschungsorientiertes Unternehmen, das innovative Musiksoftware und orchestrale Sample-Libraries entwickelt. Orchestrale Musik, ihre Instrumente und Aufführungssäle sollen möglichst originalgetreu für den Einsatz in Personal Computern reproduziert werden. Dafür werden die Instrumente (einzeln oder in Gruppen) von Tontechnikern gesampelt und anschließend PC-gerecht aufbereitet. Mithilfe eigens entwickelter Software können diese Klänge mit unterschiedlichen Spielweisen und Artikulationen vom User wiedergegeben werden.
Bis dato wurden ca. 6 Millionen Samples von Orchesterinstrumenten sowie einzelnen Singstimmen und Chören mit einem Datenvolumen von über einem Terabyte digitalisiert und veröffentlicht. Die Produkte werden weltweit vertrieben und kommen bei der Komposition von Filmmusik sowie im Bereich der Popmusik zum Einsatz.
Die Vienna Symphonic Library hat sich einen besonderen Namen durch den digitalen Nachbau der Akustik berühmter Konzerthallen mit der Technik des Faltungshalls gemacht.

## Geschichte

### Entstehung

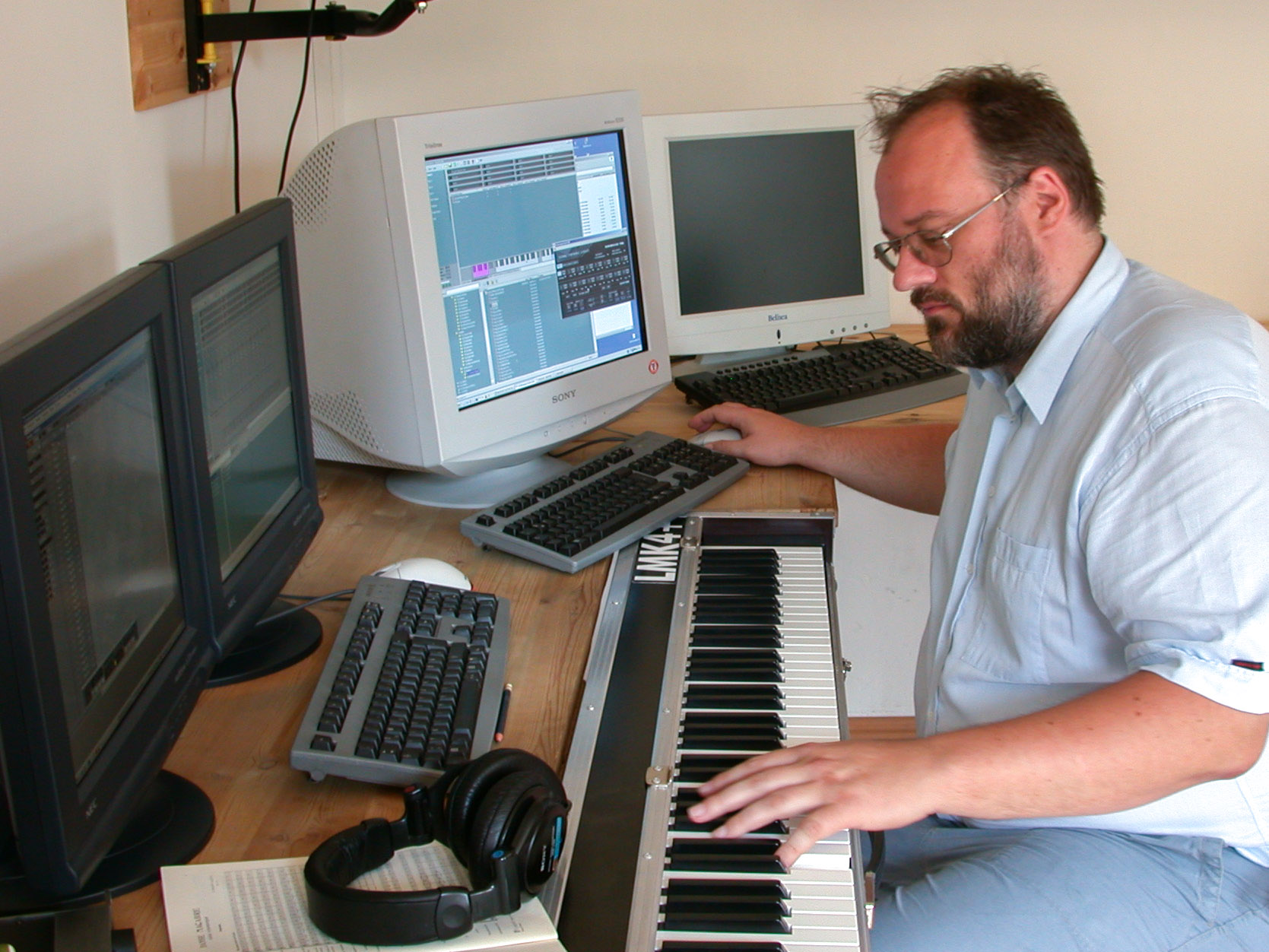
Herbert Tucmandl bei ersten Tests der Vienna Symphonic Library. (2004)

Das Unternehmen wurde im Oktober 2000 von Herbert Tucmandl in Wien gegründet. Er studierte ursprünglich Violoncello mit dem Ziel, Berufsmusiker zu werden. Nachdem er zwei Jahre lang u. a. als Substitut bei den Wiener Philharmonikern gespielt hatte, wandte er sich mit 21 Jahren der Filmbranche zu: Nach einer Ausbildung zum Kameramann entschied er sich gegen ein weiterführendes Studium auf einer Filmakademie und begann, selbst Filme zu produzieren. Anfangs war er in der Werbe- und Dokumentarfilmbranche tätig, spätere führte er auch für Spielfilme Regie. Im Laufe der Zeit verband er seine Musik- und Filmkenntnisse miteinander und avancierte zum erfolgreichen Filmmusikkomponisten für Eigen- sowie Fremdproduktionen wie etwa Geboren in Absurdistan (Houchang Allahyari) oder Tatort (Episode 388 Mein ist die Rache 1996). 2012 wurde seine Musik für den Film Atmen (Karl Markovics) von der Akademie des Österreichischen Films ausgezeichnet.

Tucmandl produzierte diese Filmmusiken mithilfe von Computern und virtuellen Orchestermusikdatenbanken. Da die damals verfügbaren Klänge seinen Ansprüchen nicht genügten, entwickelte er ein eigenes Konzept für eine authentisch klingende Sample Library für Orchestermusik. Seine Idee bestach durch den Ansatz, nicht ausschließlich Einzelnoten, sondern auch Tonverbindungen (z. B. Legato) und Tonwiederholungen aufzunehmen, die durch ihre Kombination erstmals lebendige Interpretationen ermöglichen sollten. Er erprobte sein Konzept selbst mit dem Cello und überzeugte mit den klanglichen Resultaten den Vorarlberger Investor Markus Kopf. 

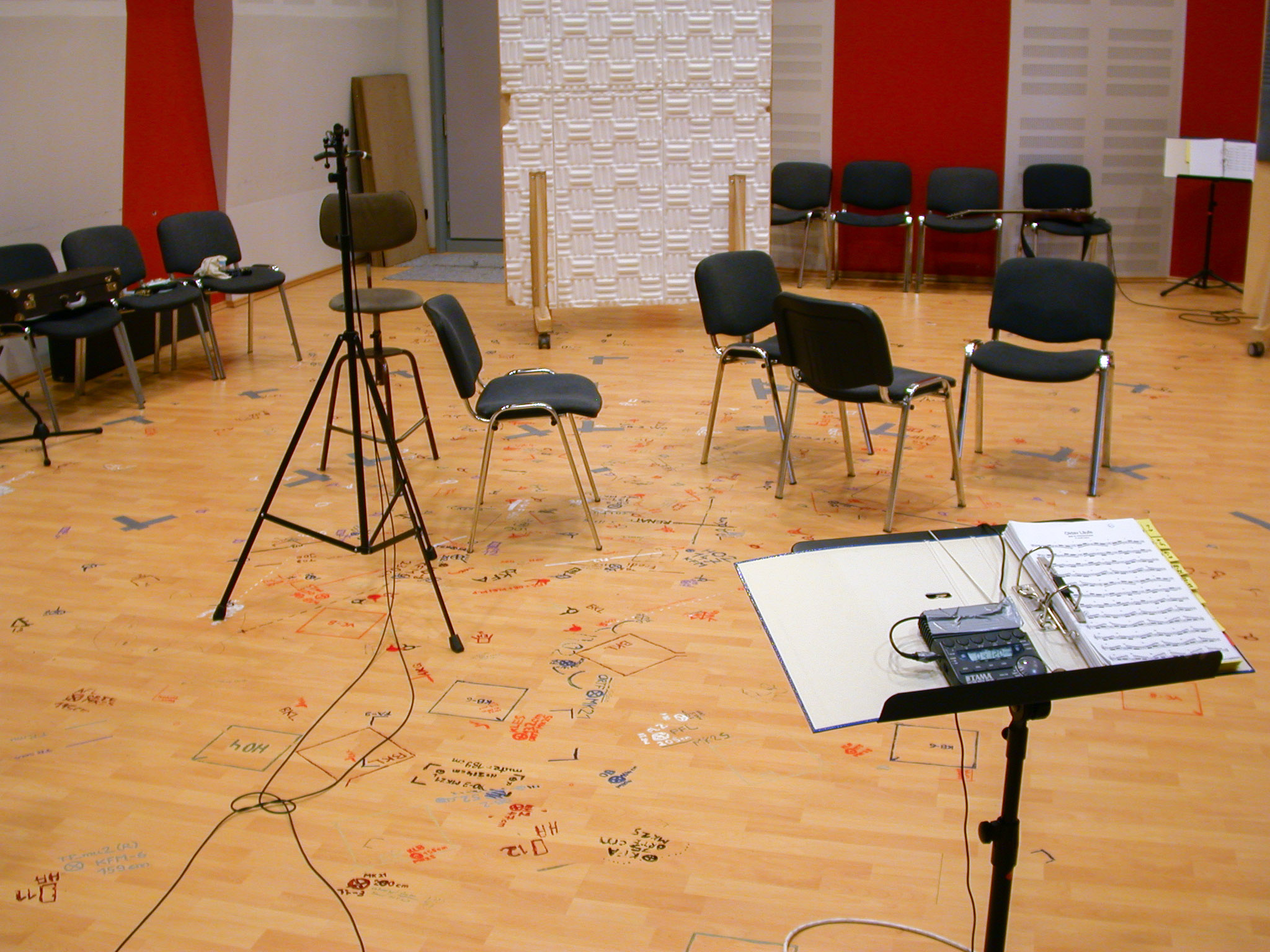
Die zur Aufnahme eigens erbaute Silent Stage; die Markierungen auf dem Boden bezeichnen die Positionen der Musiker. (2004)

Während die größten Libraries zur damaligen Zeit das gesamte Orchester mit rund 6.000 Samples abdeckten, entwickelte Herb Tucmandl eine Struktur für über eine Million Einzeltöne und Phrasen.

### Silent Stage
Nachdem kein bestehendes Tonstudio konstante akustische Bedingungen für die Aufnahme der Orchester-Samples gewährleisten konnte, wurde in Ebreichsdorf (Niederösterreich) eine eigene Aufnahmehalle gebaut; die sogenannte Silent Stage. Bis Ende 2016 wurden dort unter der künstlerischen Leitung von Michael Hula nahezu täglich Samples aufgenommen. Das Cello spielte Tucmandl stets selbst ein.

### Synchron Stage Vienna
Im Jahr 2013 übernahm die Vienna Symphonic Library die historische, denkmalgeschützte „Synchronhalle“ auf dem Gelände der Rosenhügel-Filmstudios des Österreichischen Rundfunk. Die Halle aus den 1940er-Jahren wurde in Zusammenarbeit mit der renommierten Walters-Storyk Design Group sowie den Architekten Schneider+Schumacher zu einer weltweit einzigartigen Musikproduktionsstätte ausgebaut. Nach der Fertigstellung im September 2015 verfügt das Gebäude über mehrere Aufnahme- und Regieräume, Editing-Studios, Einzelkabinen („Iso Booths“), zwei Instrumentenlager mit mehreren Klavieren und Konzertflügeln und ca. 300 Schlaginstrumenten, ein Notenarchiv, Aufenthaltsräume sowie Büros und Lounges für Komponisten, Produzenten, Mitarbeiter und Gäste auf insgesamt über 2.000 m². Das Herzstück der modernen Musikproduktionsstätte ist die große Aufnahmehalle, Stage A: Mit ihren 540 m² bietet sie Platz für ein bis zu 130 Personen umfassendes Orchester.

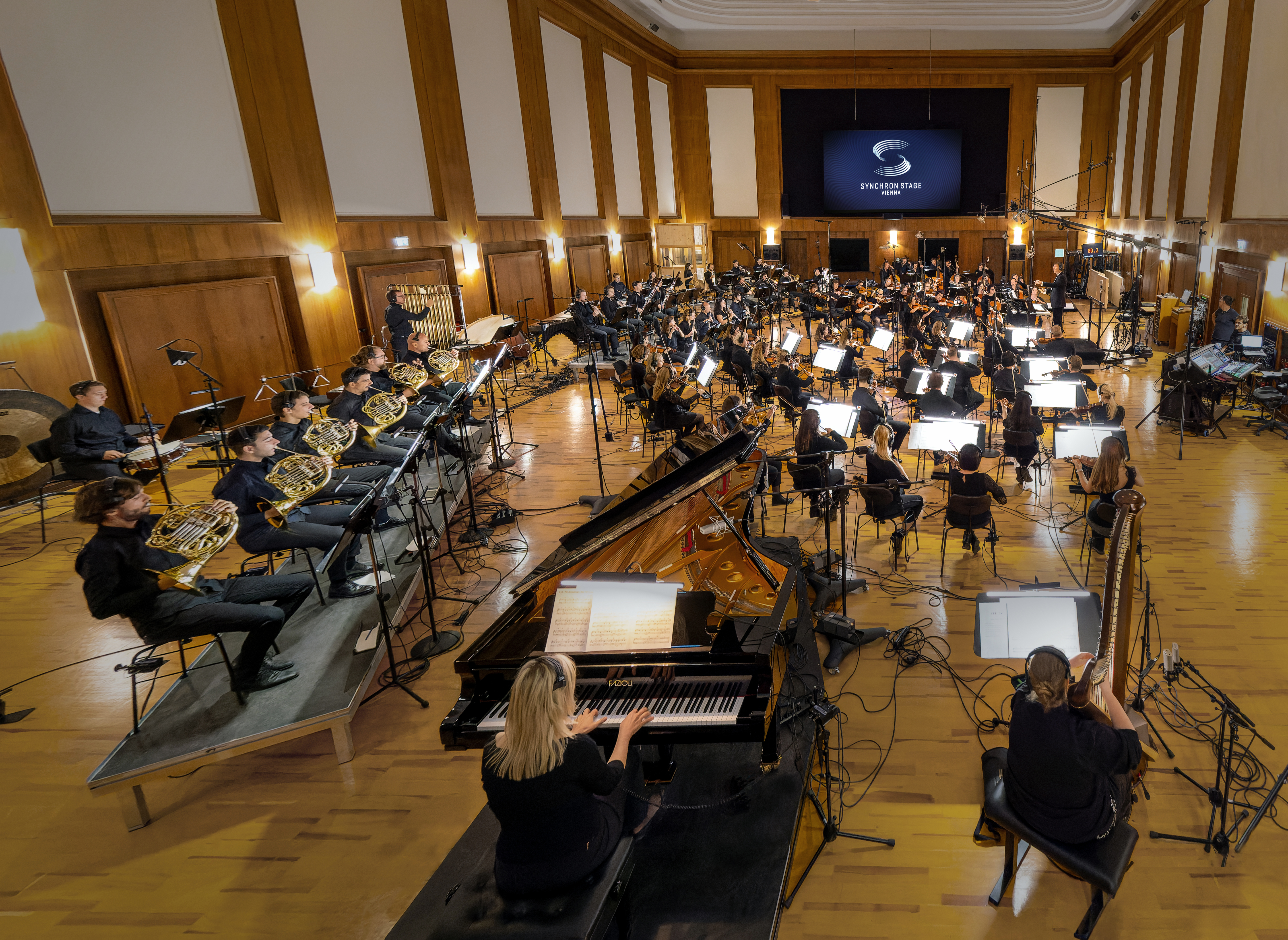
Aufnahmen mit dem Synchron Stage Orchestra in der großen Aufnahmehalle „Stage A“ der Synchron Stage Vienna 2022.

Die erste Produktion in der Synchron Stage Vienna war die Aufnahme der Filmmusik der berühmten Sissi-Trilogie im Oktober 2015. Die Partitur galt lange Zeit als verschollen und war daher nie als CD oder Download erschienen. Die Produktion stellte einen historischen Brückenschlag dar: Bereits 1955–1957 wurde in der damaligen „Synchronhalle“ die Originalmusik zu den drei legendären Filmen über Österreichs Kaiserin Elisabeth, die Romy Schneider zu ihrer internationalen Karriere verhalfen, aufgenommen. Anhand des Original-Manuskripts des Komponisten Anton Profes stellte Paul Hertel drei Suiten zusammen, die mit dem Synchron Stage Orchestra unter Conrad Pope als Dirigent eingespielt wurde. Für die Aufnahmeleitung zeichnete sich Grammy-Preisträger Dennis Sands verantwortlich.
Im Frühjahr 2016 übersiedelte die gesamte Firma zum neuen Standort. Am 15. Juli 2016 wurde die Synchron Stage Vienna offiziell eröffnet. Zur Eröffnungsfeier waren über 200 Personen geladen, um die hochmoderne Aufnahmestätte zu besichtigen. Hollywoodgrößen wie Grammy-Gewinnerin Nan Schwartz oder Joe Kraemer standen ebenso auf der Gästeliste wie ORF-Generaldirektor Alexander Wrabetz, Justizminister Wolfgang Brandstetter und VfGH-Präsident Gerhart Holzinger. Durch den Abend führte Karl Markovics.
Neben Samplings Sessions für die Produkte der Vienna Symphonic Library finden in der Synchron Stage Vienna seit 2016 regelmäßig Musikaufnahmen für nationale und internationale Film- und Fernsehproduktionen statt. Bereits kurz nach der offiziellen Eröffnung ließ Remote Control Productions, die Produktionsfirma von Hans Zimmer, mehrere Projekte hier aufnehmen. Seit 2021 ist die Synchron Stage Vienna ein offizielles Dolby Atmos Studio und kann neben Stereo und Surround auch Aufnahmen in Auro-3D anbieten.
→ Hauptseite: Synchron Stage Vienna

## Produktübersicht
Die Produktpalette der Vienna Symphonic Library reicht von einer Vielzahl einzelner sowie in Gruppen aufgenommener Instrumente hin zu innovativen Softwarelösungen für die Bereiche Komposition, Instrumentation und Orchestrierung am Computer. Das Sortiment wird laufend erweitert und beinhaltet auch Aufnahmen von Chören.
Musikschaffende und Studiobesitzer weltweit nutzen die Produkte der Vienna Symphonic Library: Bekannte TV- und Filmmusikkomponisten wie Hans Zimmer, Danny Elfman, A.R. Rahman, Alan Silvestri, Alexandre Desplat, James Newton Howard, Pinar Toprak verwenden sie, um Demos (engl.: „mock-ups“) ihrer orchestralen Scores zu produzieren und kombinieren die virtuell-orchestralen Klänge in der Endmischung auch mit den Live-Aufnahmen des echten Orchesters. Musikschaffende der Popmusik gehören ebenfalls zu den Kunden, etwa Lenny Kravitz, Beyoncé oder Justin Timberlake.
Die ersten Produkte kamen im Dezember 2002 auf den Markt. Die „First Edition“ bestand aus den Modulen „Strings“, „Brass & Woodwinds“, „Percussion“ sowie dem „Performance Set“. Im Sommer 2003 folgte die „Pro Edition“ mit der doppelten Menge an Samples. Beide Editionen wurden in Formaten für die Software-Sampler TASCAM GigaStudio und Apple Logic EXS24 (damals noch Emagic) angeboten. Ab Ende 2003 folgten kleinere Packages der „Horizon Series“, die auch in Formaten für Steinberg Halion und Native Instruments Kontakt verfügbar waren. Als erste kleine Software-Entwicklung gab es das MIDI-Utility „Performance Tool“, mit dessen Hilfe Legati und Repetitionen in Echtzeit gespielt werden konnten.
Musikproduktionen, die mit Hilfe der VSL-Produkte realisiert wurden, können selbst Experten kaum von Einspielungen mit realem Orchester unterscheiden. Auch einigen Konkurrenzprodukten gelang dieser technische Durchbruch der Authentizität.
Um die große Menge an Samples benutzerfreundlicher verwalten zu können, wurde ein eigener Sample Player entwickelt, der „Vienna Instruments“-Player. Die ab Herbst 2005 veröffentlichten „Vienna Instruments Collections“ enthalten den kostenlosen Player, der in den Formaten AU, VST, AAX Native und RTAS unter Mac OS X und Windows läuft. Es folgten weitere Software-Entwicklungen: der netzwerkfähige Mixing-Host „Vienna Ensemble PRO“, das Effekt-Plug-in-Bundle „Vienna Suite“, und die Mixing- und Reverberation-Software „Vienna MIR PRO“.
Seit 2012 werden die Klangbibliotheken nicht mehr auf DVDs, sondern ausschließlich via Download oder auf Datenträger (USB-Stick oder Hard-Disk) ausgeliefert.
Mit der Veröffentlichung der ersten Bibliothek der „Synchron“-Serie im April 2017 war die Vienna Symphonic Library die erste Sample-Library weltweit, die ihre Instrumentenbibliothek neben Stereo und Surround auch in Auro-3D anbieten konnte.
Durch das charakteristische Multi-Mikrofon Setup der Serie stiegen die zu verarbeiteten Datenmengen, was die Entwicklung eines neuen Softwareplayers erforderte: Der „Synchron Player“ wurde mit einer runderneuerten Audio-Engine und innovativen Algorithmen ausgestattet, um die nötige Performance zu liefern.

## Sample Libraries

### Vienna Instruments Serie
Die Produkte der „Vienna Instruments“-Serie wurden in der relativ trockenen Umgebung der Silent Stage aufgenommen. Eine Ausnahme stellt lediglich die „Vienna Konzerthaus Organ“ dar, die im berühmten Wiener Konzerthaus aufgenommen wurde. Mit über 2,8 Millionen enthaltenen Samples ist es die bei Weitem größte Sammlung an Orchesterklängen der Welt. Seit der Einführung Ende 2005 zählte die Serie zu den mächtigsten virtuellen Instrumenten weltweit. Sie bietet intelligente Performance-Algorithmen unter dem User Interface von einfach zu bedienenden VST/AU/AAX-Plug-ins. Die riesige Menge an verwalteten Samples ermöglicht es Musikschaffenden, nahezu jede klangliche Nuance eines Instruments oder Ensembles auf authentische Weise zu reproduzieren.
Alle Produkte der „Vienna Instruments“-Serie werden als Standard und als Full Library angeboten. Die Varianten unterscheiden sich in der Anzahl der enthaltenen Artikulationen.

### Synchron-Serie
Mit dem Umzug in die Synchron Stage Vienna entstand die neue „Synchron“-Serie. Alle Produkte der Serie werden mit einem Multi-Mikrofon Setup aufgenommen, um den Klangcharakter der einzelnen Instrumente und deren natürlichen Raumklang einzufangen. Dabei kommen bis zu neun getrennte, phasenkohärente Mikrofonanordnungen zum Einsatz: Mikrofone mit mittlerem bis kleinem Abstand zum gesampelten Instrument sowie Decca-Tree und Surround-Mikrofone. Je nach gesampeltem Produkt werden noch zusätzlich Mikrofone, wie Kondensator-, Bändchen- oder Ribbon-Raummikrofone, verwendet. Alle Mikrofon-Signale stehen im eigens entwickelten „Synchron Player“ separat zur Verfügung.
Durch die vielen Mikrofonpositionen unterstützen die „Synchron“-Produkte alle möglichen Audioformate, von Stereo über Surround bin zu Immersive Surround Sound. Mit der Veröffentlichung der ersten „Synchron“-Library „Synchron Percussion I“ im April 2017 war die Vienna Symphonic Library die erste Sample-Library weltweit, die ihre Instrumentenbibliothek neben Stereo und Surround auch in Auro-3D anbieten konnte.
Alle Produkte der „Synchron“-Serie werden als Standard und als Full Library angeboten. Beide Varianten enthalten die gleichen Artikulationen, unterscheiden sich aber in der verfügbaren Anzahl der Mikrofonpositionen.

#### Big Bang Orchestra
Die „Big Bang Orchestra“-Serie stellte eine Premiere für die Vienna Symphonic Library dar, da erstmals das gesamte Synchron Stage Orchester (bzw. einige Ensembles und Chor) beim gemeinsamen Spiel („tutti“) aufgenommen wurde. Hier kam ebenfalls das Multi-Mikrofon-Setup zur Anwendung, was in der vollen Aufnahmehalle eine logistische und akustische Herausforderung darstellte. Die „Big Bang Orchestra“-Produkte bildeten das gesamte Alphabet ab, alle Produktnamen orientieren sich an astrologischen Objekten und Phänomenen.
Die letzte Bibliothek der Serie wurde im Frühjahr 2021 mit den Gumpoldskirchner Spatzen aufgenommen: Vorab wurde erstmals die VSL-Community befragt, die in der Umfrage für die Produktion eines Kinderchors stimmte. Mit der Veröffentlichung von „BBO: Ymir - Children's Choir“ im Mai 2021 wurde die „Big Bang Orchestra“-Serie nach anderthalb Jahren Produktionszeit abgeschlossen.

#### Synchron-Pianos

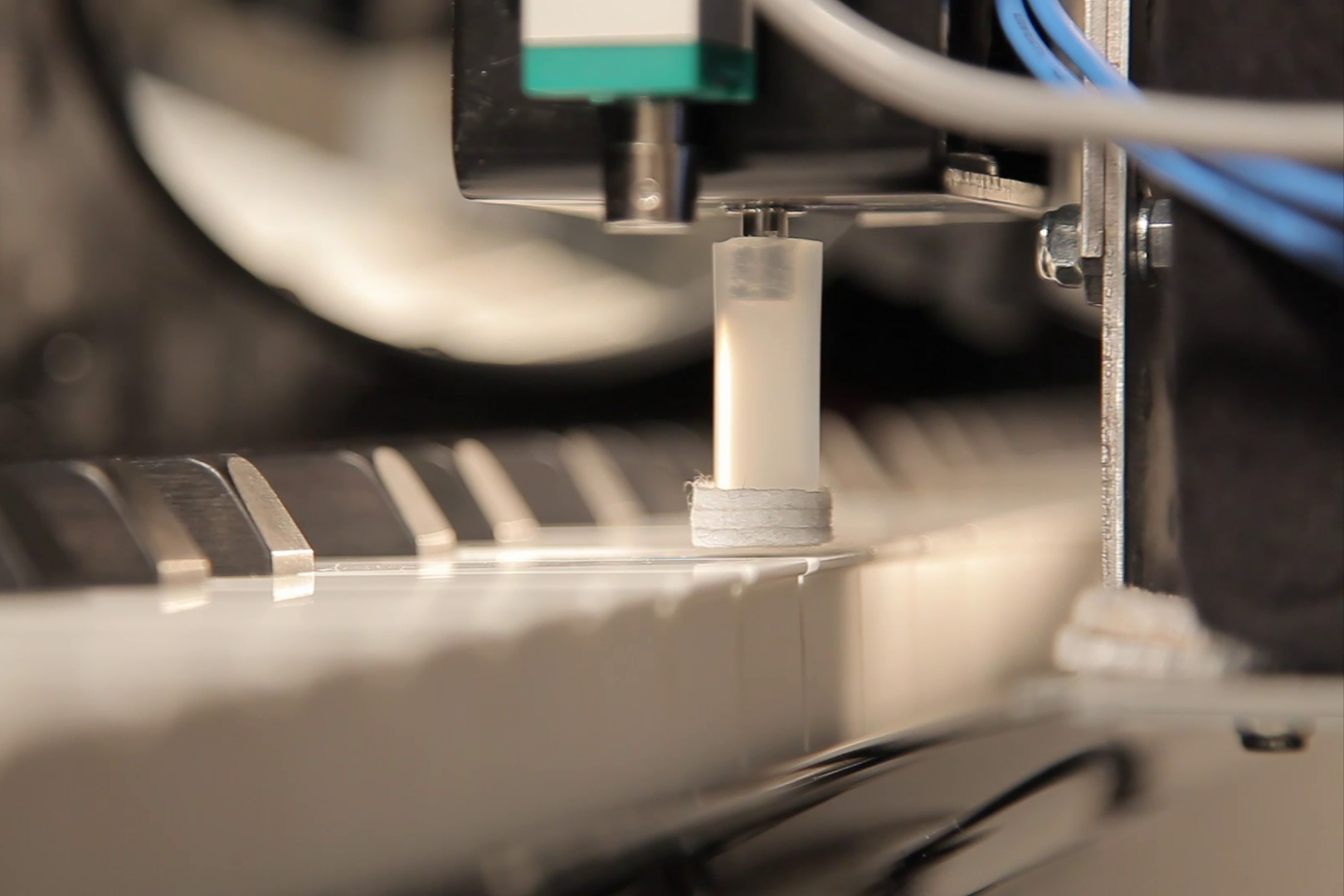
Der eigens entwickelte „Piano Roboter“ der Vienna Symphonic Library.

Die Klaviere stellen eine eigene Untergruppe innerhalb der „Synchron“-Serie dar. Mit Stand Ende 2022 werden acht „Synchron“-Pianos angeboten: Die Konzertflügel Bösendorfer 290 Imperial, Blüthner 1895, Yamaha CFX, Steinway & Sons D-274, Bösendorfer 280VC, Fazioli F308 und die Pianinos Bösendorfer Grand Upright 130 und „German Upright 1904“, ein C. Bechstein Pianino aus dem Jahre 1904. Einige der Klaviere wurden in Stage B, dem kleineren Aufnahmeraum der Synchron Stage Vienna, gesampelt. Dabei kam ebenfalls das Multi-Mikrofon-Setup zum Einsatz. Besonders ist, dass die VSL für ihre Klaviersamplings einen einzigartigen „Piano Roboter“ entwickelt hat.

##### VSL Piano Roboter
Dabei handelt es sich um ein hochpräzises Motion-Control-System, das auf einem Magneten basiert. Der Mikrocontroller steuert einen absolut geräuschlosen „Roboterfinger“ mit übermenschlicher Präzision, um flexible Krümmungen für Anschlags- und Release-Bewegungen zu ermöglichen, die der vorangegangenen Notenlänge und verschiedenen Release-Geschwindigkeiten entsprechen. Im Gegensatz zu einem menschlichen Finger schlägt der Roboter die Tasten mit einer gleichbleibenden Intensität und verursacht dabei keine Geräusche, die auf der Aufnahme landen würden. Der Roboter spielt immer nur eine Taste und muss nach dem Abtasten der Taste neu positioniert werden.

## Software
Die Vienna Symphonic Library bietet verschiedene Softwarelösungen im Bereich der digitalen Audioproduktion an. Einige davon können auch mit Fremd-Plug-ins verwendet werden.

### Vienna Ensemble Pro
Die Mixing- und Host-Software „Vienna Ensemble Pro“ war 2009 die erste Netzwerk-Lösung, die PCs und Macs durch ein einfaches Ethernet-Kabel miteinander verbinden konnte. MIDI- und Audio-Daten können ohne zusätzliche Audio-Hardware synchron und ohne Zeitverzögerungen zwischen Host- und Slave-Rechnern verschiedener 32- und 64-Bit-Betriebssysteme transferiert werden – eine effektive Software-Lösung, die in der Branche für Furore sorgte.
Mit „Vienna Ensemble Pro“ können alle verwendeten Plug-ins und Samples geladen bleiben, selbst wenn ein neues Projekt geöffnet oder zwischen bestehenden Projekten gewechselt wird. Es unterstützt MacOS und Microsoft Windows und kann sowohl VSL-Instrumente als auch Plug-ins anderer Hersteller in den Formaten VST und AU verwalten.
Ludwig Göransson, Pınar Toprak, Junkie XL, Jeff Russo, Rolfe Kent, Brian Transeau, Roque Baños, Guy Fletcher und viele weitere bekannte Musikschaffende nutzen die Software.

### Vienna MIR Pro
Für Furore sorgte „Vienna MIR PRO“, eine auf der revolutionären „Multi Impulse Response“ (MIR) Faltungshall-Technologie basierende Misch- und Raumsimulations-Software für MacOS und Microsoft Windows. Sie wurde auf der Musikmesse Frankfurt am 6. April 2005 erstmals präsentiert. Schon 2002 wurde das Konzept für die Entwicklung mit dem 1. Preis bei den „Creative Industries Awards Vienna“ ausgezeichnet und vom Wiener Wirtschaftsförderungsfonds gefördert.
Die Software ermöglicht es, Instrumente virtuell in verschiedenen Aufnahmeorten zu platzieren. Dabei werden diese mit dem jeweiligen natürlichen Klang des gewählten Raumes versehen. „Das Programm ist auf die Bearbeitung orchestraler Kompositionen und Surround-Abmischungen ausgerichtet. Bei der Positionierung der Instrumente auf der virtuellen Bühne sowie der Änderung von Lautstärke, Stereobreite und Rotation im dreidimensionalen Raum soll die Handhabung eher mit der Tätigkeit eines Dirigenten als mit der eines Toningenieurs vergleichbar sein.“ „Vienna MIR PRO“ wurde von Dietz Tinhof entwickelt.
Im Zuge der COVID-19-Pandemie nutzte Alan Meyerson „Vienna MIR PRO“ für das Abmischen der Musik für den Film Mank: Da keine gemeinsamen Orchesteraufnahmen möglich waren, fügte er die einzelnen Aufnahmen in „Vienna MIR PRO“ zusammen, um einen homogenen Sound zu schaffen.

### Vienna MIR Pro 3D
Die lang erwartete Nachfolgesoftware „Vienna MIR PRO 3D“ erschien am 12. Juli 2022. Sie bietet „höchste Auflösung durch Ambisonics 3. Ordnung, Unterstützung für 3D Audio, 3D-Positionierung von Instrumenten und virtuellen Mikrofonen im Raum sowie 3D-Grafik für Ihre Mixes in allen Formaten, von stereo und binaural über Surround bis zu immersiven 3D-Anwendungen!“
Um die virtuellen Räume der ersten MIR Pro Generation an das 3D-Format anzupassen, kooperierte die VSL mit dem Institut für Elektronische Musik und Akustik der Universität für Musik und darstellende Kunst Graz, einem der weltweit führenden Ambisonics-Forschungseinrichtungen. Mithilfe eines von Franz Zotter, Matthias Frank und Elias Hoffbauer entwickelten Verfahrens konnten die ursprünglichen Konzertsaal-Messungen („RoomPacks“) von empfangsseitiger 1. Ordnung Ambisonics auf 3. Ordnung Ambisonics hochskaliert werden.

#### MIR 3D RoomPacks
Mit Stand Anfang 2023 stehen sieben „RoomPacks“ mit virtuellen Räumen für MIR Pro 3D zur Verfügung:
1. Das RoomPack Wiener Konzerthaus enthält 11.000 Impulsantworten aus den vier Sälen (Großer Saal, Mozart-Saal, Schubert-Saal, Neuer Saal oder Berio Saal) sowie dem Foyer.[40]
2. Das RoomPack „Studios and Stages“ beinhaltet über 24.000 Impulsantworten der Teldex-Aufnahmehalle in Berlin, des „Großen Sendesaals“ und Studios 2 und 3 des „ORF Funkhaus“, des Radiogebäudes des Österreichischen Rundfunks, sowie zwei Aufnahmeräume des „Little Big Beat Recording Studio Weiler“, eines der österreichischen Top-Studios (vormals bekannt als „Little America“ von Star-Produzent Peter Wolf).[41]
3. Das RoomPack „Mystic Spaces“ enthält mehr als 4.200 Impulsaufnahmen von zwei außergewöhnlichen Kirchen: der Kirche am Steinhof, Wiens berühmtem Jugendstil-Bau, sowie der spätgotischen Wallfahrtskirche Maria Straßengel.[42]
4. RoomPack 4 widmet sich Englands markantem Bauwerk „The Sage Gateshead“ in Newcastle. Über 14.000 Impulsantworten aus den zwei großen Konzertsälen sowie der Northern Rock Foundation Hall, einer kleineren Probe- und Aufführungsbühne, wurden eingefangen.[43]
5. Das RoomPack „Klosterkirche Pernegg“ enthält 5.000 Impulsaufnahmen der um 1500 im niederösterreichischen Pernegg errichteten Stiftskirche.[44]
6. Das Roompack Synchron Stage Vienna enthält 6.000 Impulsantworten der eigenen Aufnahmehalle in Wien.[45]
7. Das RoomPack Großes Festspielhaus Salzburg beinhaltet 6.400 Impulsantworten des großen Zuschauerraums der Spielstätte der Salzburger Festspiele sowie des Karl-Böhm-Saals.[46]

### Sample Player
Für ihre Produkte bietet die Vienna Symphonic Library eigene Sample Player an, die kostenlos mit dem jeweiligen Produkt mitgeliefert werden:
- Vienna Instruments Player für die „Vienna Instruments“-Serie
- Synchron Player für die „Synchron“-Serie, der auf einer runderneuerten Audio-Engine basiert. Auch ein voll ausgestatteter Mixer, ein Delay zur Kompensation von Laufzeiten und zahlreiche weitere Regler und Effekte sind Teil des Players.
  - Vienna Synchron Pianos Player mit angepasstem User Interface und verbesserter Release-Sample-Technologie
  - Vienna Organ Player für „Vienna Konzerthaus Organ“ mit angepasstem User Interface und einer neuen Sample Engine
  - Synchron Harp Player für „Synchron Harp“, der über einen zwei Modi verfügt:
    1. Im Chromatic Mode kann die Harfe wie jedes übliche Tasteninstrument gespielt werden.
    2. Im Pedal Mode bildet die Software den Pedalmechanismus und die Möglichkeiten einer echten Harfe nach.[47]

## Klangfamilien in der Synchron- und Vienna Instruments-Serie
- Streichinstrumente
- Streichinstrumente für Kammermusik
- Harfen
- Holzbläser
- Blechbläser
- Saxofone
- Die Orgel des Wiener Konzerthauses
- Bösendorfer Flügel und Pianino
- Yamaha Flügel
- Steinway & Sons Flügel
- Blüthner Flügel
- Fazioli Flügel
- C. Bechstein Pianino
- Perkussion
- Chöre
- Molzer Orgel

## Auszeichnungen und Nominierungen (Auswahl)
- 2002: Creative Industries Award der Stadt Wien für das Vienna MIR-Konzept[48]
- 2002: Game Audio Network Guild Award für Orchestral Cube, Kategorie: Best Sound Library
- 2003: Nominierung NAMM Tec Award, Vienna Sypmphonic Library, Kategorie: Musical Instrument Technology[49]
- 2003: EQ Blue Ribbon Award für First Edition, Kategorie: Best Synths/Sampling/MIDI
- 2003: Game Audio Network Guild Award für First Edition, Kategorie: Best Sound Library
- 2003: MIPA Award für First Edition, Kategorie: Sound Library
- 2004: Electronic Musician Editor’s Choice Award für Pro Edition, Kategorie: Virtual Orchestra
- 2004: MIPA Award für Vienna Symphonic Library, Kategorie: Sound Library
- 2006: MIPA Award für Vienna Symphonic Library, Kategorie: Sound Library[50]
- 2006: Future Music Platinum Award für Vienna Instruments[51]
- 2006: NAMM TEC Award für Symphonic Cube, Kategorie: Musical Instrument Technology[52]
- 2006: Future Music Platinum Award für Orchestral Strings Bundle
- 2007: 1. Platz des Wiener Zukunftspreises, Kategorie: Anwendungen & Produkte[53]
- 2007: Electronic Musician Editor’s Choice Award für Symphonic Cube, Kategorie: Virtual Orchestra
- 2007: Future Music Platinum Awards für Vienna Special Edition & Vienna Instruments Elements[54]
- 2007: Keyboard Key Buy Award für Vienna Special Edition[55]
- 2007: MIPA Award für Vienna Symphonic Library, Kategorie: Sound Library
- 2008: Electronic Musician Editor’s Choice Award für Vienna Special Edition, Kategorie: Virtual Orchestra
- 2008: Remix Technology Award für Appassionata Strings I, Kategorie: Sample Playback Instrument[56]
- 2009: MIPA Award für Vienna Special Edition, Kategorie: Sound Library
- 2010: Future Music Platinum Award für Vienna Imperial[57]
- 2010: MIPA Award für Vienna Symphonic Library, Kategorie: Sound Library[58]
- 2012: Auszeichnung der Wirtschaftskammer Österreich als Top Exporteur 2012[59]
- 2016: Nominierung NAMM TEC Award für Synchron Stage Vienna, Kategorie: Studio Design Project[60]
- 2021: Nominierung NAMM TEC Award für Big Bang Orchestra-Serie, Kategorie: Musical Instrument Software
- 2022: Nominierung NAMM TEC Award für Synchron Elite Strings, Kategorie: Musical Instrument Software[61]
- 2023: Nominierung NAMM TEC Award für Synchron Woodwinds und Synchron Brass, Kategorie: Musical Instrument Software.[62]